# 4961 Тімгердер
4961 Тімгердер (4961 Timherder) — астероїд головного поясу, відкритий 8 жовтня 1958 року.
Тіссеранів параметр щодо Юпітера — 3,153.